# 2010–2011-es magyar női futsalbajnokság (első osztály)
A 2010–2011-es magyar nemzeti női futsalbajnokság első osztálya (hivatalos nevén: Női Futsal NB I 2010–11) tíz csapat részvételével 2010. szeptember 24-én  rajtolt. A címvédő a Vesta SE volt, amely megvédte címét.

## A bajnokság csapatai
A 2010–2011-es magyar nemzeti futsalbajnokság első osztályát tíz csapat részvételével rendezték, melyből három fővárosi, hét vidéki egyesület.
| A csapat teljes neve (rövid neve) | A csapat székhelye | #        |
| --------------------------------- | ------------------ | -------- |
| Vesta Persecutor 3K és S          | Székesfehérvár     | 1.       |
| Univerzum-Aramis                  | Budaörs            | 2.       |
| Tolna-Mözs                        | Tolna              | 3.       |
| Miskolci Szabadidőközpont         | Miskolc            | 4.       |
| Szegedi AK Boszorkányok           | Szeged             | 5.       |
| Skorpió-1. DFC Group Salgótarján  | Salgótarján        | 6.       |
| Kiskunfélegyházi Mókusok          | Kiskunfélegyháza   | 7.       |
| Galaxis NFE                       | Budapest           | NB II 1. |
| Ferencvárosi TC                   | Budapest           | NB II 2. |
| ELTE SE                           | Budapest           | NB II 3. |

### Változások az előző idényhez képest
Az előző idényben 7 csapat vett részt az első osztály küzdelmeiben. Az MLSZ döntése alapján ettől a szezontól 10 csapatos az NB I, így nem volt kieső, és a másodosztály első 3 helyezettje is jogot szerzett az indulásra.
Feljutók a másodosztályból
- Galaxis NFE
- Ferencvárosi TC
- ELTE SE

## Külső hivatkozások
- MLSZ adatbank
- futsal-hungary.hu
- www.noilabdarugas.hu